# Nationalpark Amazônia
Der Nationalpark Amazônia, amtlich portugiesisch Parque Nacional da Amazônia, auch Parna da Amazônia, ist ein Schutzgebiet in Brasilien. Es wurde 1974 ausgewiesen und ist 10.662 km² groß. Das Areal liegt etwa auf halber Strecke zwischen Belém und Manaus entlang des Rio Tapajós. Zwischen den Nationalparks Amazônia und Jamanxim beginnt die brasilianische Fernstraße BR-163, eine der Hauptverkehrsadern des Amazonas. Der Nationalpark Amazônia dient dem Schutz des brasilianischen Amazonas-Regenwalds, der durch den Klimawandel und Waldrodung bedroht wird.